# Kenneth Hargreaves
Kenneth Hargreaves, britanski general, * 1903, † 1990.